# ورام عضلي أملس وعائي لمفي
الورام العضلي الأملس الوعائي اللمفي هو مرض نادر مترق يصيب أجهزة الجسم ينتج عنه تدمير الرئة الكيسي. يصيب النساء عادة ويظهر غالبا في عمر الإنجاب.